# Charles Crocker
Charles Crocker (16 de septiembre de 1822 - 14 de agosto de 1888) fue un ejecutivo de ferrocarriles estadounidense, uno de los fundadores del Ferrocarril del Pacífico Central, que construyó la porción más occidental del primer ferrocarril transcontinental, y que tomó el control con sus socios del Ferrocarril del Pacífico Sur.

## Primeros años
Crocker nació en Troy (Nueva York), el 16 de septiembre de 1822. Era hijo de Eliza (Wright de nacimiento) y de Isaac Crocker, una familia modesta. Se unieron a la migración hacia el oeste del siglo XIX y se mudaron a Indiana cuando Charles tenía 14 años, donde tenían una granja. Crocker pronto se independizó, trabajando en varias granjas, un aserradero y una fragua.
A los 23 años, en 1845, fundó una pequeña forja por su cuenta. Utilizó el dinero ahorrado de sus ganancias para invertir más tarde en el nuevo negocio ferroviario después de mudarse a California, que se había convertido en un estado en auge desde la fiebre del oro. Su hermano mayor, Edwin B. Crocker, se había convertido en abogado cuando Crocker estaba invirtiendo en los ferrocarriles.

## Fundando un ferrocarril

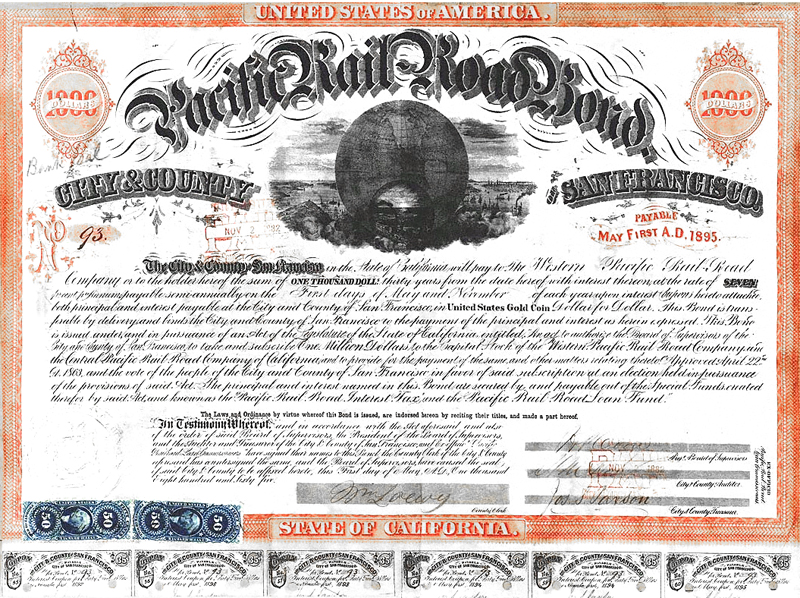
Pacific Railroad Bond, ciudad y condado de San Francisco, 1865

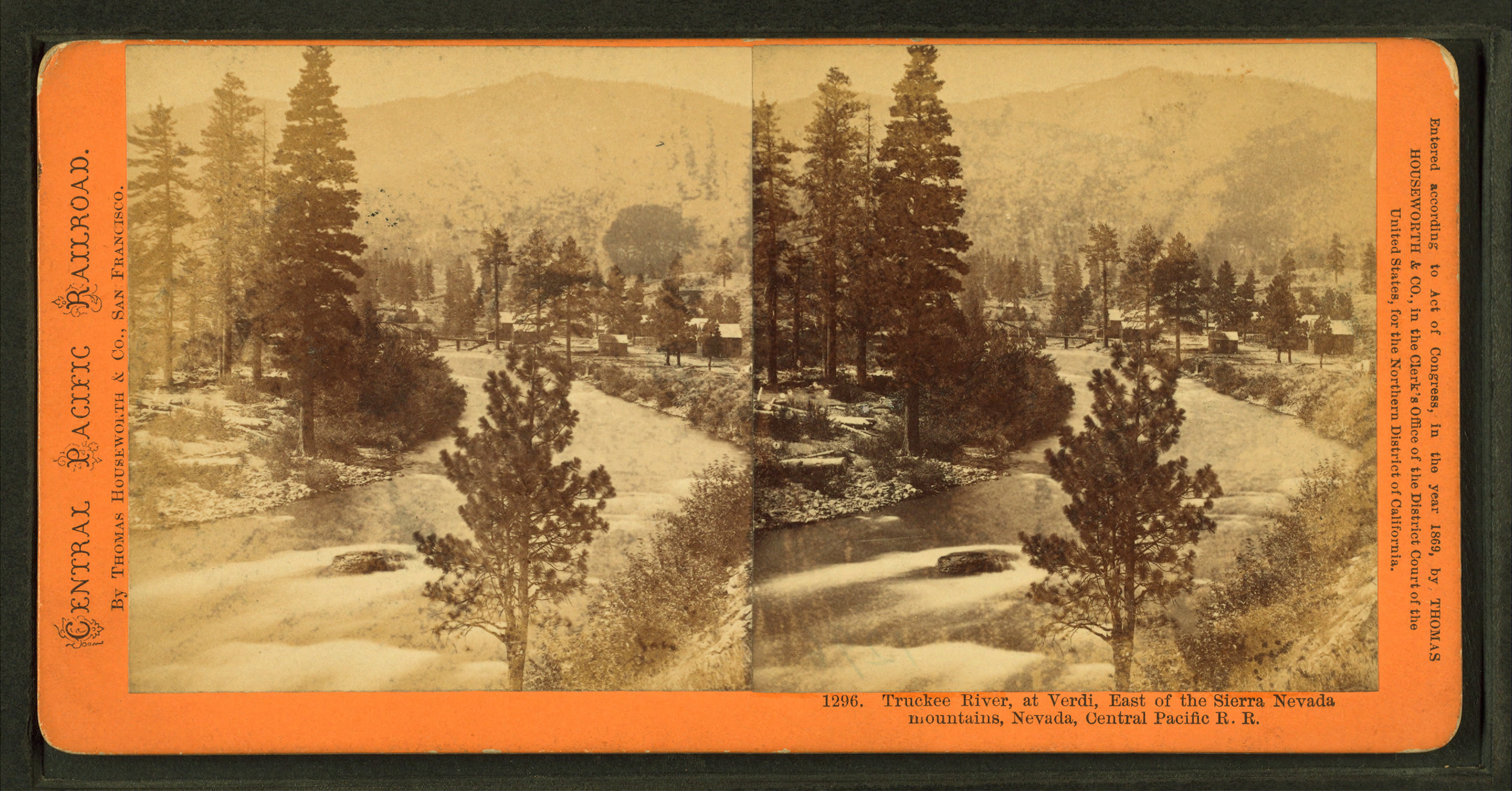
El río Truckee en Verdi (Nevada). Cuando el ferrocarril del Pacífico Central llegó al río en 1868, Charles Crocker eligió al azar un trozo de papel de los varios metidos en un sombrero y leyó el nombre de Giuseppe Verdi. Así, la ciudad lleva el nombre del compositor de ópera italiano.

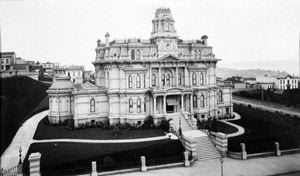
La mansión de Crocker en Nob Hill, San Francisco (c. 1880). Resultó destruida durante el terremoto de 1906.

En 1861, después de escuchar una presentación intrigante de Theodore Judah, fue uno de los cuatro inversores principales, junto con Mark Hopkins, Collis Huntington y Leland Stanford (también conocidos como The Big Four), quienes fundaron el Ferrocarril del Pacífico Central, que construyó la porción occidental del primer ferrocarril transcontinental en Norteamérica. Su posición en la compañía era la de supervisor de construcción y presidente de la Charles Crocker & Co., una subsidiaria del Pacífico Central fundada expresamente con el propósito de construir el ferrocarril. 
Crocker debió enfrentarse al problema de la nieve. Compró cuñas para sus locomotoras con el fin de despejar el paso a través de las montañas, pero descarrilaron debido al hielo en las vías. Entonces, construyó numerosas cubiertas para resguardar las vías en la Sierra Nevada, con el fin de evitar que la nieve cortara el paso a sus trenes en invierno. Este proyecto costó unos dos millones de dólares.
En 1864, Charles le pidió a su hermano mayor, Edwin, que trabajara como asesor legal para el Ferrocarril del Pacífico Central.
Mientras el Pacífico Central todavía estaba en construcción en 1868, Crocker y sus tres asociados adquirieron el control del Ferrocarril del Pacífico Sur, que construyó la parte más occidental del segundo ferrocarril transcontinental. Deming (Nuevo México), lleva el nombre de su esposa, Mary Ann Deming Crocker. En 1881, se clavó un tirafondo de plata para conmemorar la conexión del Pacífico Sur con los Ferrocarriles de Atchison, Topeka y Santa Fe, completando la construcción del segundo ferrocarril transcontinental en los Estados Unidos.

### Banquero
Crocker fue brevemente el accionista mayoritario de Wells Fargo en 1869, ejerciendo como su presidente. Después de vender sus derechos, fue reemplazado por John J. Valentine, Sr. Crocker también adquirió una participación mayoritaria para su hijo William en el Woolworth National Bank, que pasó a llamarse Crocker-Anglo Bank. 
En 1963, el Crocker-Anglo Bank se fusionó con el Citizens National Bank de Los Ángeles, para convertirse en el Crocker-Citizens Bank y más tarde, en el Crocker Bank. El banco con sede en San Francisco ya no existe, habiendo sido adquirido por Wells Fargo en 1986.

## Vida personal

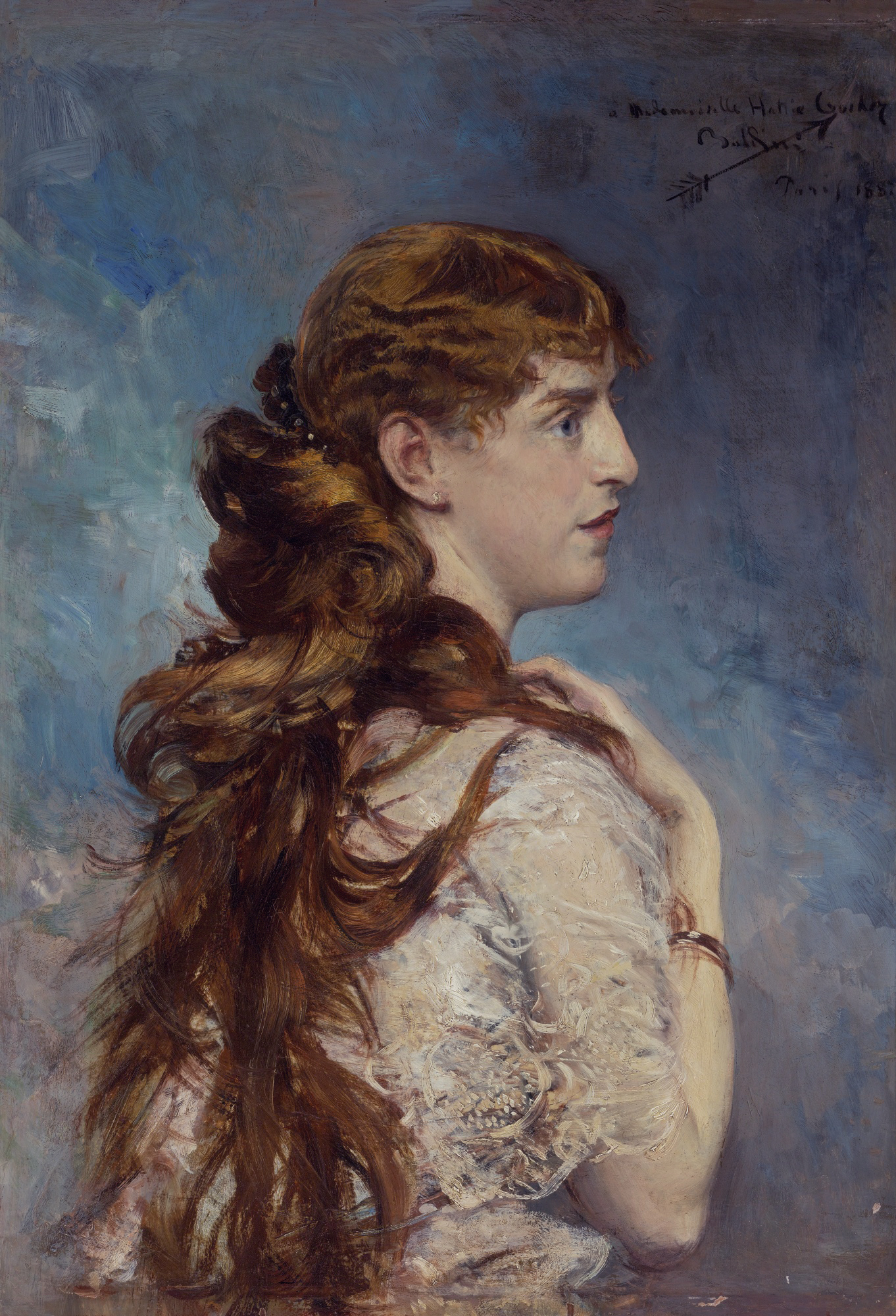
Pintura de la hija de Crocker, Harriet, por Giovanni Boldini, 1887.

En 1852, Crocker se casó con Mary Ann Deming (1827-1889). Mary era la hija de John Jay Deming y Emily (de nacimiento, Reed) Deming. Juntos, tuvieron seis hijos, cuatro de los cuales sobrevivieron hasta la edad adulta:
- Charles Frederick Crocker (1854-1897), quien se casó con Jennie Ella Easton (1858-1887).[11][12]
- George Crocker (1856-1909), quien se casó con Emma Hanchett (1855-1904).[13][14]
- Harriet Valentine Crocker (1859-1935), quien se casó con Charles Beatty Alexander (1849-1927).[15][16]
- William Henry Crocker (1861-1937), quien se casó con Ethel Sperry (1861-1934).[17]

Crocker resultó gravemente herido en un accidente de carruaje en la ciudad de Nueva York en 1886. Nunca se recuperó por completo, y murió dos años después, el 14 de agosto de 1888. Fue enterrado en un mausoleo ubicado en el "Millionaire's Row" en el cementerio de Mountain View en Oakland, California. La enorme estructura de granito fue diseñada por el arquitecto de Nueva York A. Page Brown, quien más tarde diseñó el Edificio del ferry de San Francisco. El patrimonio de Crocker se valoró entre los 300 y los 400 millones de dólares en el momento de su muerte en 1888. 

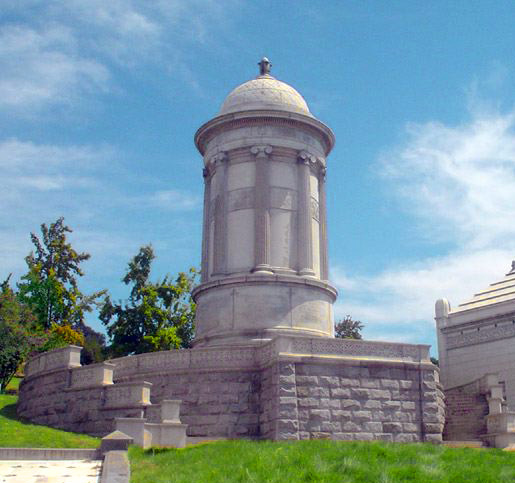
Tumba de Crocker en el cementerio de Mountain View.

### Descendientes
A través de su hijo Charles, fue el abuelo de Mary Crocker (1881-1905), quien se casó con el congresista estadounidense Francis Burton Harrison; de Charles Templeton Crocker (1884-1948); y de Jennie Adeline Crocker (1887-1974).
A través de su hija Harriet, fue el abuelo de Mary Crocker Alexander (1895-1986), quien se casó con el diplomático Sheldon Whitehouse . Su hijo era Charles Sheldon Whitehouse (1921–2001), embajador de los Estados Unidos en Laos y Tailandia, y su nieto, el tataranieto de Crocker, es el senador Sheldon Whitehouse de Rhode Island.
A través de su hijo William, fue el abuelo de Charles Crocker, William Willard Crocker, Helen Crocker (Russell) y Ethel Mary Crocker (de Limur).